# 高橋義人
高橋義人（たかはしよしと）は、ヤクザ、右翼活動家。武蔵屋一家六代目、義人党初代党首、元奥州大学学長、青年思想研究会役員（但し義人党自体は青思研非加盟）。

## 来歴
元は東京 浅草・小千鳥組の二代目・岩本梅吉の若衆だったが、第二次世界大戦で多くの若衆を駆り出されていた武蔵屋一家の五代目・石井竹松に見込まれて1940年代に武蔵屋一家六代目を継承した。
終戦後すぐ、弟の正義（後に武蔵屋一家七代目）、信義（後に武蔵屋一家八代目）らと共に「新日本義人党」を結成し、焦土と化した東京で活動したが、同党は1950年（昭和25年）に団体等規正令の適用を受けて解散を余儀なくされた。後日、この頃の自分を「どうしようもないやくざもの」と週刊誌のインタビューで答えているが、彼を生まれ変わらせた存在こそ「先生」と呼ぶ児玉誉士夫であるとも発言している。
党は その後、安保闘争で騒然としていた1960年（昭和35年）に「日本義人党」として再建され、後に「義人党」に改称。また京王学園の経営不振に介入して、奥州大学学長を一時期務めている。